# 井上由美子 (格闘家)
羽柴まゆみ（はしば まゆみ、1980年10月21日 - ）は、日本の女性プロレスラー、総合格闘家、テコンドー選手である。香川県高松市出身。香川県立高松商業高等学校卒業。
元アイドルであり佐倉 ゆみ（さくら ゆみ）として雑誌「Cream」のグラビアなどに出演していた。その後、羽柴 まゆみ（はしば まゆみ）と芸名を改名しリングネームにも使用していたが、2006年10月より本名にて活動を行い、2012年以降はリングネームとして羽柴まゆみを再び使用した。

## 来歴
高校時代はギター部、美術部、ワープロ部を渡り歩き本人曰く「暗い学生時代」を過ごす。
その甲斐あってか在学中に簿記実務検定試験一級（旧全商簿記）、日本語ワープロ検定1級、パソコンスピード認定試験（英文）1級（旧英文ワープロ検定）、パソコン利用技術検定2級、情報処理技能検定3級等の資格を取得した。
2001年7月Cream特別編集「ブルマー少女」ミリオンムック53 佐倉ゆみとして表紙・グラビアに登場。
2003年末頃までPRIDEルールディレクター島田裕二が主宰するジムBCGに所属し、その後、格闘技チーム「BBdoll」に移籍。
2003年に『サイボーグ魂』（TBS）主催の女子総合格闘技大会で総合格闘技デビュー。その後、完全に格闘家に転向し、同年6月にスマックガールのナナチャンチン戦で総合格闘技プロデビュー。デビュー戦を1R58秒のKO勝利で飾る。以後、スマックガールを主戦場に女子総合格闘技、「アイドルファイト 女闘美X」に参加し女子プロレスデビューもしている。
2004年に『黄金筋肉』（TBS）主催の最強女王決定トーナメントに出場し、1回戦でプロレスラーの石川美津穂と対戦。敗れるが、それから数週間後にJDスター女子プロレスで再び石川とプロレスで再戦するもKOされ完敗。当時、石川美津穂からあまりに弱い羽柴に対して「かわいそう」との発言が出た。その後JDのリングでプロレスにも参戦していく。
総合格闘技では、2005年4月に新潟県で開催された女子格闘技新潟復興祭に出場。金子和美を1R変形スリーパーで下す。
その後、スマックガールが主催する女子格闘技初の日韓対抗戦に日本代表として出場するも、体格差のあるイ・スヨンに一本負け。
2005年4月には日本の女性総合格闘家としては初となるセミヌード写真集とDVDをワニマガジン社より発売。日本テレビ系バラエティ「レッスル・コロシアム　ザ芸能界！最強の格闘王者グランプリMAX」ではセクシータレント蒼井そらとレスリング対決をし勝利している。
2005年10月26日には音楽プロデューサー・島野聡の全面プロデュースのシングル「せつなさの構図」でCDデビュー。
2005年11月18日には東京・ディファ有明で女子キックボクシング「天空〜大和撫子の闘い〜」にて、キックボクシングルール2分3Rの試合を当時16歳だった渡辺愛望（実戦空手道　翔武会）と行うも、2Rに右フックでダウンを奪われ、3Rにはパンチの連打を浴びせられグロッキー状態となりレフリーストップTKO負け。
2006年10月には「テコンドーではまだアマチュア選手であり、選手としての活動を最優先するため」として、芸能活動を含めた全ての活動において今後本名で活動を行う意向を表明した。また芸能活動に関しては、『パチスロ必勝本』（辰巳出版）のギャルズパーティー1期生となったのを皮切りに、『熱血回胴!ふるスロットる』（MONDO21）など主にパチスロ関係の仕事が中心となってきている。
2008年、パチスロライターのウシオと結婚していたこと、9月に男児を出産したことを発表した。またそれに伴い産休に入り、2009年4月までレギュラーのテレビ番組などもその多くから一時降板した。
2009年12月11日、PUREBRED大宮でエンセン井上の指導のもと、JEWELSで総合格闘技に復帰。同時進行でさくらえみの指導でプロレスの練習も再開し、2010年4月14日、ネオプラス・アイスリボン事業部より、4月17日のアイスリボン板橋グリーンホール大会でプロレス復帰戦を行うと発表される。同時に、離婚してシングルマザーになったとも公表。
2011年8月31日、怪我のため、長期欠場をしていたが本人の希望により同日付けで引退となった。
怪我が原因で女子格闘技からは離れていたが、アイドルキャットファイトメーカーピンクカフェオレのキャットファイトDVDに井上由美子として出演。CPE主催のキャットファイトイベントには羽柴まゆみとして出演。
2012年10月23日、レイナ・コーポレーションより、リングネーム羽柴まゆみとして12月23日のREINA×WORLD東部フレンドホール大会でプロレス再デビュー戦を行うことが発表された。10月28日のREINAアリーナ大会でミクロとエキシビション。再デビュー戦の相手はチャーリー・サモン・オージーと発表された。
2013年2月1日、REINA×WORLDのプロモーション化に伴いフリーランスに。
5月12日、KAIENTAI DOJO高松大会で凱旋を果たす。梶トマトと組み、バンビ&本田アユム組と対戦し、直接ではないものの勝利。
スターダム所属の愛川ゆず季とはグラビア出身、四国出身、バックボーンがテコンドーなど共通点が多いことから親交が深い。
音楽プロデューサーの亀井文徳と再婚し2021/06/13に女児を出産したことを発表。
2022年5月から芸名を羽柴まゆみに統一すると発表

## メディア出演

### テレビ
- 女闘美X（MONDO21）佐倉ゆみ、羽柴まゆみとして出演。
- 超エロ生格闘ナイト（パラダイステレビ）羽柴まゆみとして出演。
- アイドルファイトクラブ（MONDO21）羽柴まゆみとして出演。
- アイドルコロシアム（MONDO21）羽柴まゆみとして出演。
- まるごと!ふるスロットる（MONDO21）
- 熱血回胴!ふるスロットる（MONDO21、第1回 - 第36回、第51回 - ） - 2009年9月
- メダルチャンピオン（サンテレビ、パチ・スロ サイトセブンTV） - 第6期チャンピオン、グランドチャンピオン大会準優勝
- 森田一義アワー 笑っていいとも!（2008年12月4日、フジテレビ系） - （出たいドル!・THE定番ショー）
- まりか&ゆみこの真王伝説（2010年4月 - 、テレビ埼玉）
- 柔術やろうぜ!（2019年11月3日 ‐ 2020年1月27日、tvk） - ゲスト

### 映画
- 100秒の拳王 -ケンカバトルロワイアル-（2024年9月6日、SDP） - 女帝 役[5]

### DVD
- スロ術MARIA　降臨BOX」（2017年3月21日、ガイドワークス）[6]
- パチスロ実戦術DVD

## 戦績

### 総合格闘技
| 総合格闘技 戦績 | 総合格闘技 戦績 | 総合格闘技 戦績 | 総合格闘技 戦績 | 総合格闘技 戦績 | 総合格闘技 戦績 | 総合格闘技 戦績 |
| --------------- | --------------- | --------------- | --------------- | --------------- | --------------- | --------------- |
| 11 試合         | (T)KO           | 一本            | 判定            | その他          | 引き分け        | 無効試合        |
| 3 勝            | 1               | 1               | 1               | 0               | 0               | 0               |
| 8 敗            | 0               | 6               | 2               | 0               | 0               | 0               |

| 勝敗 | 対戦相手       | 試合結果                   | 大会名                                                                                | 開催年月日     |
| ×    | 深岬パトラ     | 5分2R終了 判定0-3          | JEWELS 6th RING                                                                       | 2009年12月11日 |
| ×    | 大室奈緒子     | 5分2R終了 判定0-3          | SMACKGIRL 2005 〜Road to Dynamic!!〜                                                  | 2005年6月28日  |
| ×    | イ・スヨン     | 1R 1:41 チョークスリーパー | SMACKGIRL 〜KOREA 2005〜                                                              | 2005年5月21日  |
| ○    | 金子和美       | 1R 2:04 チョークスリーパー | 女子格闘技新潟復興祭2005（SMACKGIRL）                                                 | 2005年4月10日  |
| ×    | 吉田正子       | 2R 1:18 腕ひしぎ十字固め   | SMACKGIRL 2004 〜GO WEST〜                                                            | 2004年6月19日  |
| ×    | 辻結花         | 1R 2:20 膝十字固め         | SMACKGIRL F 〜5月病をブッ飛ばせ! 夏も近いぞスマックF祭〜                              | 2004年5月16日  |
| ×    | 石川美津穂     | 1R 2:09 チョークスリーパー | 黄金筋肉 女子総合格闘技 最強女王決定トーナメント【1回戦】                             | 2004年5月7日   |
| ○    | 井上明子       | 5分2R終了 判定2-1          | SMACKGIRL F 〜Next Cinderella Tournament 2nd stage & SG-F7〜                          | 2004年3月20日  |
| ×    | 川畑千秋       | 1R 2:49 腕ひしぎ十字固め   | SMACKGIRL 〜Next Cinderella Tournament & SG-F6〜 【Next Cinderella Tournament 1回戦】 | 2004年2月1日   |
| ○    | ナナチャンチン | 1R 1:58 KO（パンチ）       | SMACKGIRL Third Season-IV                                                             | 2003年6月4日   |
| ×    | 筒井千尋       | 2R 4:41 腕ひしぎ十字固め   | サイボーグ魂                                                                          | 2003年2月25日  |

### キックボクシング
| 勝敗 | 対戦相手 | 試合結果                  | 大会名                                             | 開催年月日     |
| ×    | 渡辺愛望 | 3R 1:21 TKO（パンチ連打） | 天空・大和撫子の闘い 女子キックボクシング第2回大会 | 2005年11月18日 |

### グラップリング
| 勝敗 | 対戦相手 | 試合結果                                 | 大会名               | 開催年月日     |
| ×    | 新井寛子 | 6分終了 ポイント0-3（アドバンテージ3-2） | Giグラップリング2005 | 2005年10月16日 |

### テコンドー
- 2006年9月「東日本オープンテコンドー選手権大会」 一般女子ライト級 銅メダル 第3位
- 2007年9月「テコンドー全日本選手権東日本大会」 一般女子フィン級 銀メダル 第2位
- 2007年12月「テコンドー全日本選手権大会」 女子フィン級 ベスト8